# Véria
Véria ist eine französische Gemeinde mit 112 Einwohnern (Stand 1. Januar 2022) im Département Jura in der Region Bourgogne-Franche-Comté. Sie gehört zum Arrondissement Lons-le-Saunier und zum Kanton Saint-Amour.

## Geographie
Véria liegt im Naturschutzgebiet Revermont und grenzt im Nordwesten an Champagnat, im Norden an Chevreaux, im Nordosten an Graye-et-Charnay, im Südosten an Gigny, im Süden an Andelot-Morval und im Südwesten an Montagna-le-Reconduit.

## Bevölkerungsentwicklung
| Jahr                       | 1962 | 1968 | 1975 | 1982 | 1990 | 1999 | 2008 | 2017 |
| Einwohner                  | 216  | 185  | 141  | 135  | 122  | 118  | 138  | 117  |
| Quellen: Cassini und INSEE |      |      |      |      |      |      |      |      |

## Sehenswürdigkeiten
- Kirche St. Martin, erbaut 1460 und renoviert 1848

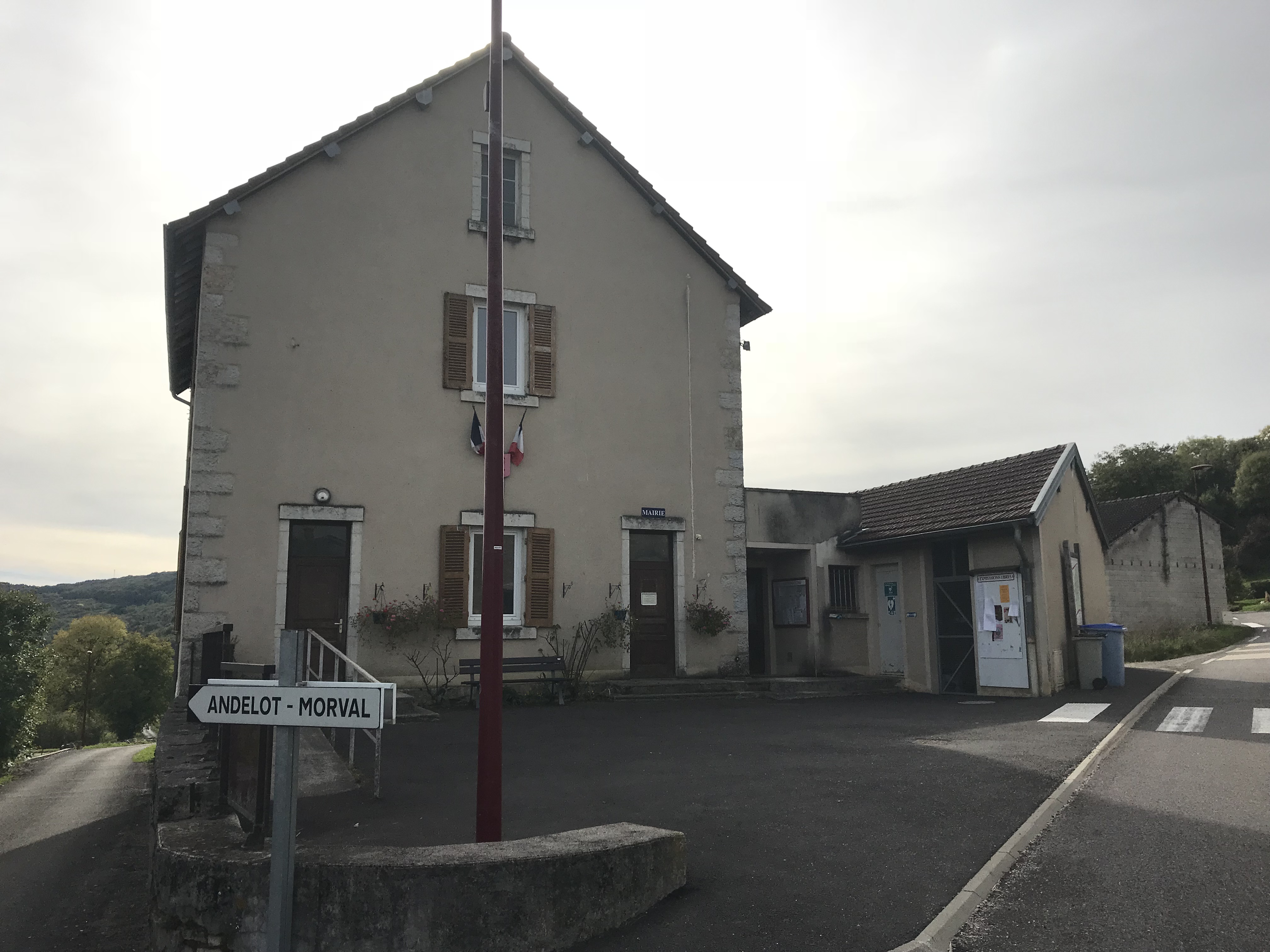
Mairie Véria
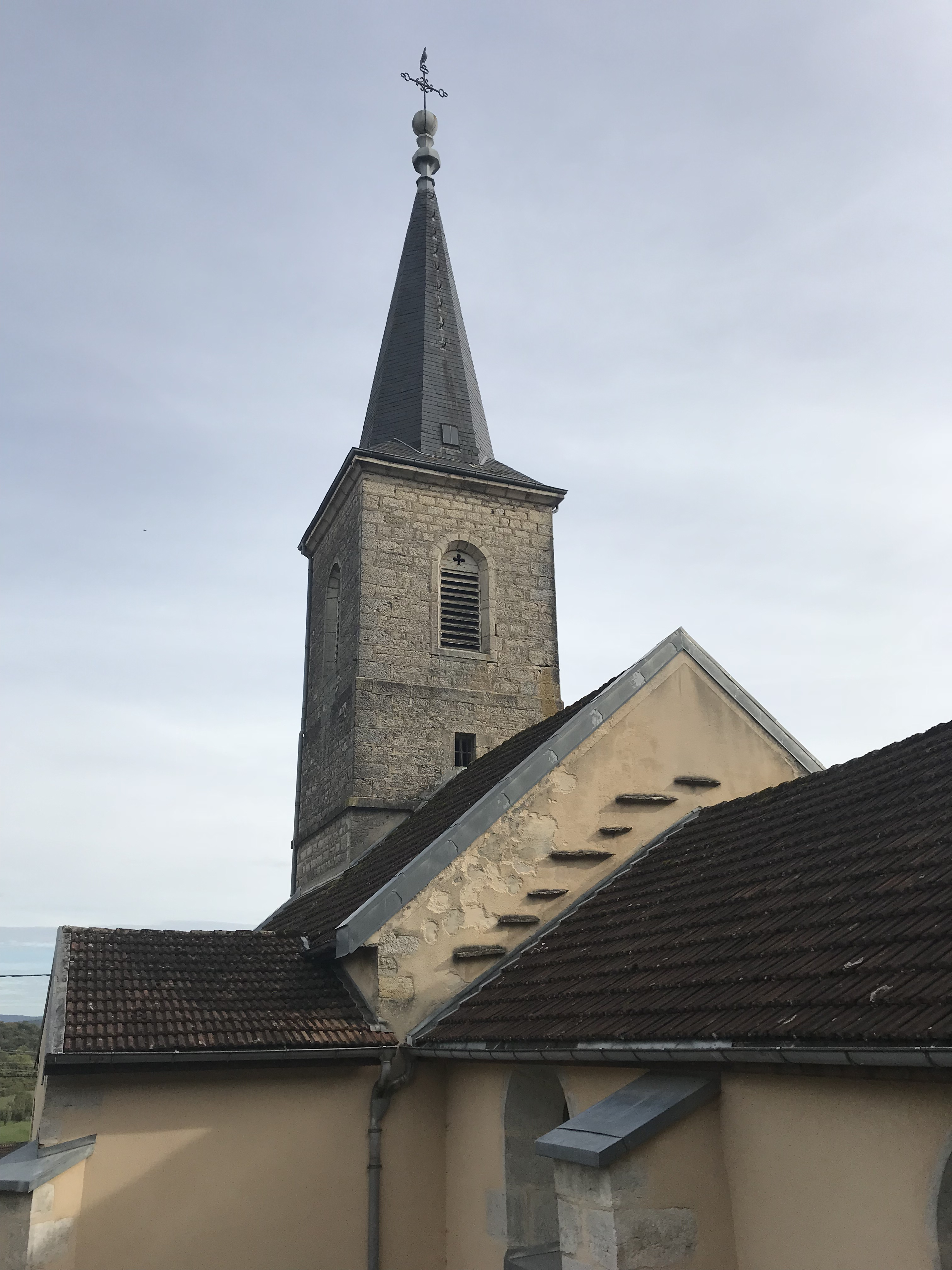
Kirche Saint-Martin